# Epiechinus arboreus
Epiechinus arboreus är en skalbaggsart som först beskrevs av Lewis 1884.  Epiechinus arboreus ingår i släktet Epiechinus och familjen stumpbaggar. Inga underarter finns listade i Catalogue of Life.